# Derek Craig
Derek Craig là một cầu thủ bóng đá người Anh thi đấu cho Newcastle United, San Jose Earthquakes, Darlington, York City và Brandon United
Khi còn trẻ ông thi đấu cho Clara Vale trong thập niên 1960. Ông có màn ra mắt cho Newcastle United mùa giải 1971–72.